# Iuhetibu Fendi
Iuhetibu (ỉwḥ.t-ỉb), más néven Fendi (fnḏ; a becenév jelentése: „orr”) ókori egyiptomi hercegnő volt a XIII. dinasztia idején, III. Szobekhotep és Neni lánya.
Az Iuhetibu nevet nagyanyja, III. Szobekhotep anyja után kapta. Nagyapja Montuhotep, nagybátyjai Szeneb és Hakau, nagynénje Reniszeneb. III. Szobekhotep két ismert gyermekének egyike. Húgával, Dedetanuket hercegnővel ábrázolják egy Koptoszban talált sztélén (ma a Louvre-ban, C8 katalógusszámmal), melyen Min isten előtt állnak. Megjelenik egy, a Vádi el-Holban talált sztélén is, családja tagjaival. Nevét kártusba írták, ami ebben a korban ritkán fordul elő másnál, mint az uralkodónál. Iuhetibu a második ismert hercegnő, akinek neve előfordul kártusba írva, a XII. dinasztiához tartozó Noferuptah után; hozzá hasonlóan őt is talán trónörökösnek szánták.
| E9 | H | t · N35B | ib · Z2 |

| E9 | H | t · N35B | ib · Z2 |

| E9 | H | t · N35B | ib · Z2 |

| E9 | H | t · N35B | ib · Z2 |

| f · n | d · D19 |

| f · n | d · D19 |

| f · n | d · D19 |

| f · n | d · D19 |